# Walterscheid (Unternehmen)
Die Walterscheid GmbH ist ein Hersteller von Gelenkwellen, Kupplungen und Traktor-Anbau-Systemen mit Sitz in Lohmar. Das Unternehmen gehört zur Zeit zur Walterscheid Powertrain Group.

## Anfänge
Gegründet wurde das Unternehmen 1919 von dem gelernten Dreher Jean Walterscheid († 1972). Nachdem dieser während des Ersten Weltkrieges in der Rüstungsindustrie gearbeitet hatte, wurde er durch das Kriegsende arbeitslos und begann mit seinem Freund Adolf Mletzko 1919 in einer Siegburger Waschküche Zahnkränze für Fahrräder herzustellen. Walterscheid war damals 27 Jahre alt und verheiratet mit Gertrud geborene Buchholz aus dem Nachbarort Mülldorf. Die benötigte Drehbank hatte er aus den geschlossenen Siegburger Rüstungswerken.
1923 zog Walterscheid mit einigen Mitarbeitern, aber ohne Adolf Mletzko, in größere Räume in das alte Wasserwerk an der Wahnbachtalstraße. Infolge der Weltwirtschaftskrise sank die Zahl der Beschäftigten von 76 auf einige wenige. Inzwischen reparierte das Unternehmen auch Antriebswellen.
Im Jahr 1934 zog das auf 15 Mann erstarkte Unternehmen in die Hansamühlen am Mühlengraben. Hier wurden Achswellen für Pkw und Lkw gefertigt. 1939 wurden 50 Mitarbeiter beschäftigt und ein Umsatz von 486.000 Reichsmark erzielt. Während des Zweiten Weltkrieges wurde für die Rüstung gearbeitet und es wurden auch Zwangsarbeiter beschäftigt.
1945 wurde aus gesundheitlichen Gründen dem Lohmarer Bernhard Müller (* 1918; später Walterscheid-Müller und Aufsichtsratsvorsitzender der Jean Walterscheid GmbH) die Geschäftsleitung übertragen, der seit 1935 für Walterscheid tätig war. Die Zahl der Mitarbeiter betrug damals nur noch acht, wuchs aber allmählich wieder an. 1952 wurde Müller von Walterscheid adoptiert, Geschäftsführer und Mitinhaber. Ab 1953 wurden landwirtschaftliche Gelenkwellen produziert.

## Werk Lohmar
Im Jahr 1955 wurde das Werk in Lohmar gegründet. Damals wurden schon 399 Mitarbeiter beschäftigt und der Jahresumsatz betrug 12 Millionen Mark. Ab 1957 wurden auch Rohrverschraubungen gefertigt. 1961 wurde auch die Achswellenproduktion nach Lohmar verlagert. Die Zahl der Mitarbeiter stieg auf 940, der Jahresumsatz auf 50 Millionen DM.
1963 gründete Walterscheid-Müller mit einem britischen Partnerunternehmen die Birfield-Transmissioni im italienischen Bruneck.
1964 wurde die Uni-Cardan AG gegründet, deren Vorstands-Vorsitzender Bernhard Walterscheid-Müller wurde. Neben der Jean Walterscheid KG gehörten dazu die Gelenkwellenhersteller Löhr & Bromkamp aus Offenbach am Main und die Essener Gelenkwellenbau GmbH, später auch die Firmen Glaenzer Spicer aus Frankreich, Birfield Transmissioni und das Walterscheid Schmiede- und Presswerk mit Sitz in Trier.
Mit der Übernahme der Birfeld-Gruppe durch die GKN 1966 erhielt diese erste Anteile an der Uni-Cardan AG und erwarb 1971 mit 59,6 % die Mehrheit. Walterscheid beschäftigte zu der Zeit 2132 Mitarbeiter und der Jahresumsatz betrug 157 Millionen DM.

## Walterscheid GmbH
Nach einer Flaute und Massenentlassungen wegen der Ölkrise wurden 1976 in Burr Ridge, USA mit Walterscheid Inc. und 1980 mit Matsui-Walterscheid in Tokio Tochterfirmen gegründet. 1986 wurde das kanadische Unternehmen Agmaster aus St. Thomas übernommen. Dieses hatte damals 1725 Mitarbeiter und umgerechnet 289 Millionen D-Mark Umsatz. 1990 wurde in Rodney, ebenfalls Kanada, ein eigenes Werk gegründet: Walterscheid Canada. Hier wurden 1660 Mitarbeiter beschäftigt und 329 Millionen DM Umsatz erwirtschaftet. 1993 wurde das Getriebewerk Kirschau GmbH übernommen (heute GKN Walterscheid Getriebe GmbH). 1994 wird die Walterscheid Rohrverbindungstechnik GmbH ausgegliedert. 1998 ging die GKN Walterscheid in die GKN OffHighway Division ein. Der Sitz blieb in Lohmar. 
Die Londoner Beteiligungsgesellschaft Melrose Industries übernahm im Frühjahr 2018 GKN.
Im März 2019 übernahm die Beteiligungsgesellschaft One Equity Partners (OEP) GKN Off-Highway Powertrain für rund 200 Millionen Pfund (ca. 225 Millionen Euro). Die Gruppe erhielt den Namen Walterscheid Powertrain Group, zu der das Stammwerk Lohmar, das Getriebewerk in Sohland und Standorte in den USA, Brasilien und China sowie das globale Service-Netzwerk mit 22 Standorten in 16 Ländern gehören. Das italienische Werk zog von Bruneck in das rund zwanzig Kilometer entfernte Welsberg um, wo 2019 eine Anlage zur Produktion von Doppelgelenkwellen in Betrieb ging.
Im Juli 2021 wurde die Walterscheid Powertrain Group vom italienischen Hersteller von Antrieben und Getrieben  Comer Industries übernommen.